# إليزابيث بيكر
إليزابيث بيكر (بالإنجليزية: Elizabeth Becker)‏ هي صحفية أمريكية، ولدت في 28 أكتوبر 1947.

## وصلات خارجية
- الموقع الرسمي